# نقطة استجابة مايكروسوفت

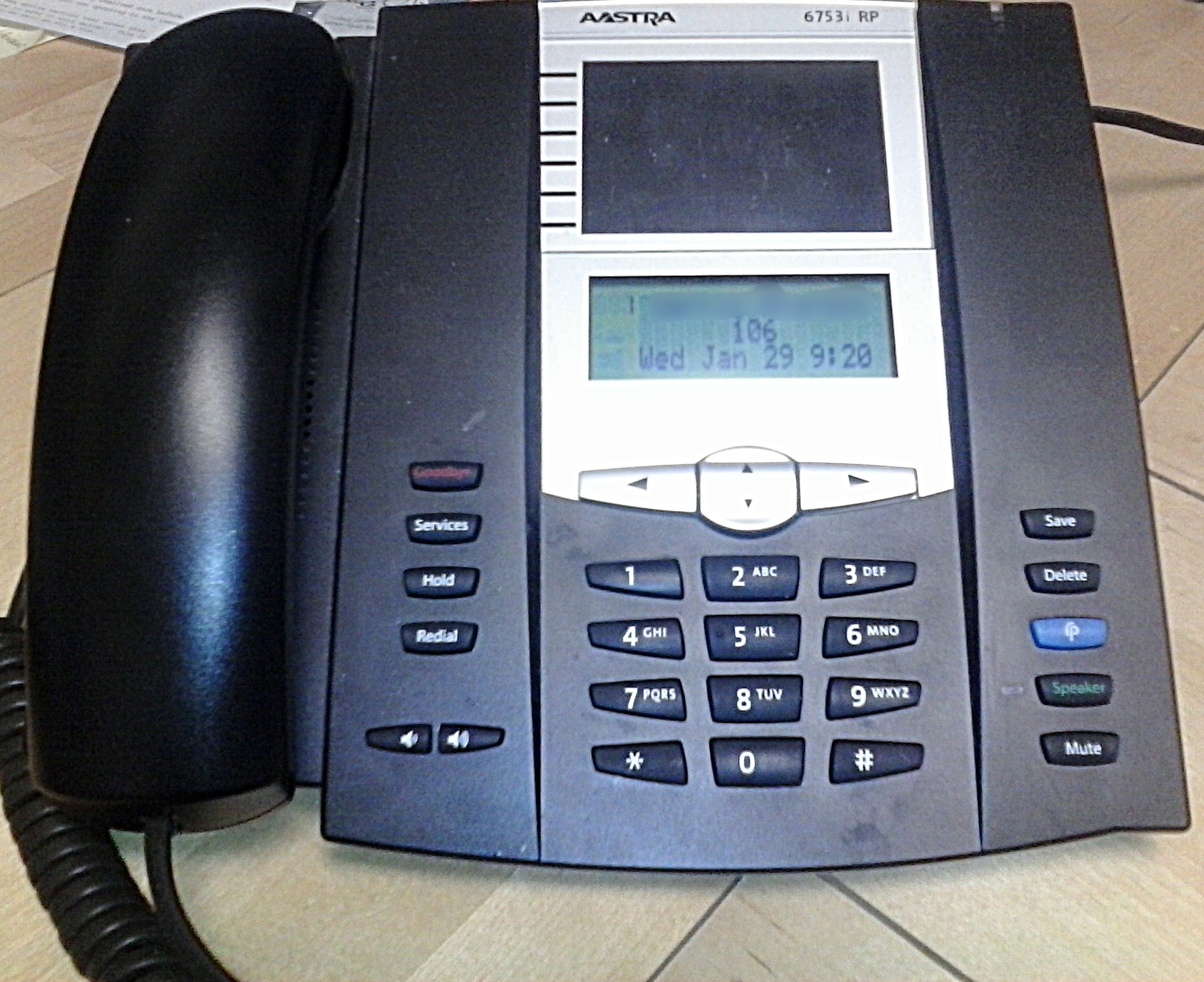
هاتف Aastra 6753i RP هو هاتف نقطة استجابة نموذجي.

نقطة استجابة مايكروسوفت هو نظام هاتف غير تقليدي متقدم وقائم على البرامج، طورته شركة مايكروسوفت. وأُطلق هذا النظام، وهو نظام PBX يستهدف الشركات الصغيرة التي يقل عدد موظفيها عن 50 موظفًا، في مارس 2007، في ظل توفر الأنظمة في السوق في الربع الرابع من ذلك العام. يعتمد نظام نقطة استجابة مايكروسوفت على وسيلة نقل الصوت باستعمال بروتوكول الإنترنت (VoIP)، باستخدام بروتوكول بدء الجلسة المعروف بـ (SIP) والمخصص للإشارات الصوتية وإعداد المكالمات. يدعم نظام نقطة استجابة مايكروسوفت البريد الصوتي والمكالمات الجماعية بالإضافة إلى مكالمات الإنترنت VoIP بين طرفين. يتميز نظام نقطة استجابة مايكروسوفت بتقنية الصوت المبتكرة لإدارة المكالمات والبريد الصوتي. ويمكن إرسال رسائل البريد الصوتي، بشكل اختياري، إلى البريد الإلكتروني حيث يمكن استردادها وأرشفتها. كما يمكن أن يعمل الاتصال الصوتي في النظام مع دليل هاتف مرتبط به والذي يقتصر حاليًا على 1100 جهة اتصال لكل مستخدم. يمكن استيراد جهات الاتصال من دفتر عناوين ويندوز أو مايكروسوفت آوتلوك. يكتشف نظام نقطة استجابة مايكروسوفت أنظمة الاتصال والهواتف المتصلة بالشبكة بصورة تلقائية.
وكان Syspine أول منتج أصلي مصنّع في السوق من شركة Quanta. وبعد فترة وجيزة ظهر منتج VoiceCenter من شركة D-Link. ثم أصبحت شركة Aastra ثالث شركة مصنعة للمعدات الأصلية تقدم نظام Aastralink RP، والذي طُرح في يوليو 2008 تزامنًا مع تسليم الحزمة الأولى من خدمة نظام نقطة استجابة مايكروسوفت.
وفي سبتمبر 2008 كشفت الإعلانات عن شركات مصنّعة إضافية تقدم خيارات أنظمة اتصال جديدة (نظام T1/E1/PRI ونظام  FXS ذات 4 منافذ) وخيارات هاتف جديدة (هواتف غرف اجتماعات متكاملة). وفي 14 مايو 2010، تم إيقاف نظام نقطة استجابة مايكروسوفت.

## حزمة الخدمة الأولى
أُصدرت حزمة الخدمة الأولى من نظام نقطة استجابة مايكروسوفت في يوليو 2008، وأعلن عنه رئيس شركة مايكروسوفت السابق بيل غيتس. وشمل التحديث الميزات التالية:
- الاتصال بنقرة واحدة (القدرة على النقر المزدوج أو النقر بزر الماوس الأيمن على تحويلة زميل في العمل أو جهة اتصال مسجلة في آوتلوك، والاتصال بالهاتف تلقائيًا بهذه الطريقة).
- دعم توصيل SIP (يسمح التوصيل SIP لمالك PBX باستبدال خطوط شبكة الهاتف العمومية PSTN التقليدية باتصال PSTN عبر مزود خدمة التوصيل SIP (ITSP). يسمح هذا الدعم الجديد لـ RP باستخدام مزود التوصيل SIP المدعوم إذا كان هناك اتصال بالإنترنت متوفر للوحدة RP).
- دعم الاتصال المباشر الداخلي (DID) عند استخدامه مع مزود التوصيل SIP (ITSP).
- وظيفة تسجيل المكالمات المحسنة في برنامج RP Administrator.
- عدة تحسينات في التعامل مع المكالمات وكفاءة الأداء.
- تحديثات وتعزيزات لبرامج RP Assistant وRP Administrator.
- الرد على المكالمات الصوتية الواردة بأوامر صوتية موجهة إلى النظام بدلًا من انتظار نغمة الاتصال حتى تكتمل ثم الرد.

## حزمة الخدمة الثانية
أُصدرت حزمة الخدمة الثانية من نظام نقطة استجابة مايكروسوفت في يناير 2009. تضمن التحديث الميزات التالية:
- يتيح لك نظام الاتصال الداخلي (Intercom) إجراء مكالمات اتصال داخلي ثنائية الاتجاه أو إرسال صفحات أحادية الاتجاه إلى الأفراد أو المجموعات باستخدام نظام الاتصال الداخلي.
- عناوين URL قابلة للتخصيص في نوافذ الإشعارات: المواءمة مع تطبيقات الطرف الثالث لتخصيص الروابط التي تظهر داخل إشعارات المكالمات الواردة.
- جدول زمني قابل للتخصيص بعد ساعات العمل: جدولة الاستقبال الآلي للتعامل مع المكالمات بعد ساعات العمل، وفي أيام العطلات، وأثناء الإغلاق.
- الوصول من خلال VPN: تمكين الأشخاص من استخدام نظام الهاتف من الشبكات البعيدة عن طريق نظام VPN.
- جهاز اتصال VoIP: تكوين خدمة VoIP بجهاز اتصال محلي يساعد في تحسين جودة الخدمة.
- إعادة المكالمة المتوقفة تلقائيًا: إعادة المتصلين الذين كانوا في وضع الانتظار لمدة 3 دقائق تلقائيًا إلى الشخص الذي تعامل مع المكالمة في الأصل.
- الخدمة الرقمية: تكوين خدمة صوتية مع مزود خدمة رقمية. غالبًا ما يشار إلى الخدمة الرقمية باسم "T1" أو "E1" أو "PRI" أو "ISDN" من قبل بعض مزودي الخدمة وفي مناطق مختلفة.
- رسالة إعادة توجيه المكالمات: بتشغيل أو إيقاف تشغيل تنبيه يُخطر الأشخاص عند إعادة توجيه المكالمات.
- أجهزة بوابة متعددة الوظائف: تكوين أجهزة اتصال هجينة بها منفذا FXO وFXS، أو يمكن استخدامها للخدمة التناظرية أو الرقمية.
- تحسين اكتشاف DTMF: تغيير القناة التي تكتشف النغمات الصادرة بسبب اللمس لتقليل تأثيرها على المحادثة، والذي يحدث غالبًا بسبب الضوضاء في الخلفية ومتطلبات الخدمة المتغيرة.

## الميزات المرتقبة
أصدرت شركة مايكروسوفت في اجتماعها الذي عقد في 30 أكتوبر 2008 خارطة طريق للميزات القادمة. وقد قُسّمت خارطة الطريق إلى فئتين - "عاجلًا - Sooner" و"لاحقًا - Later". تم إصدار "Sooner" في يناير 2009  ضمن حزمة الخدمة الثانية. وكان من المتوقع أن يتم إطلاق "Later" كإصدار ثاني من نظام نقطة استجابة مايكروسوفت بحلول نهاية الربع الأول من عام 2010. ولكن منذ مايو 2009 أصبحت تفاصيل الإصدار التالي من النظام غير مؤكدة من حيث توقيته ومجموعة الميزات وفقًا لمقال حديث كتبه بول سبين.
كما أرجأت مايكروسوفت إصدار النظام بنسخته الصينية.
كان من المتوقع في الأصل أن يتضمن الإصدار "لاحقًا" (نظام نقطة الاستجابة 2.0) ما يلي:
- رنين إضافي
- النسخ الاحتياطي التلقائي
- حقل أضواء تشير إلى الهواتف المستخدمة
- فروع المكاتب
- المؤتمرات
- خطة الاتصال
- الدولية
- تجربة تشبه نظام هاتف الأعمال
- الوظيفة الإضافية لبرنامج مايكروسوفت آوتلوك
- مسؤول الويب عن بُعد
- الهاتف السهل
- تحسينات الكلام/الزر الأزرق

## إيقاف النظام
في 14 مايو 2010، أعلنت شركة مايكروسوفت رسميًا أنها ستوقف إنتاج نظام نقطة الاستجابة، مشيرة إلى قلة الطلب على هواتف النظام.
ومن الممكن نقل برنامج مايكروسوفت من وحدة قاعدة نظام نقطة الاستجابة إلى خادم افتراضي من أجل إطالة عمر النظام.

## روابط خارجية
- نصائح ومقالات حول نظام نقطة الاستجابة
- مدونة روبرت براون
- مراجعة تشيد بنظام نقطة الاستجابة على archive.today (تم أرشفته في 2013-02-09)